# Robledo de las Traviesas

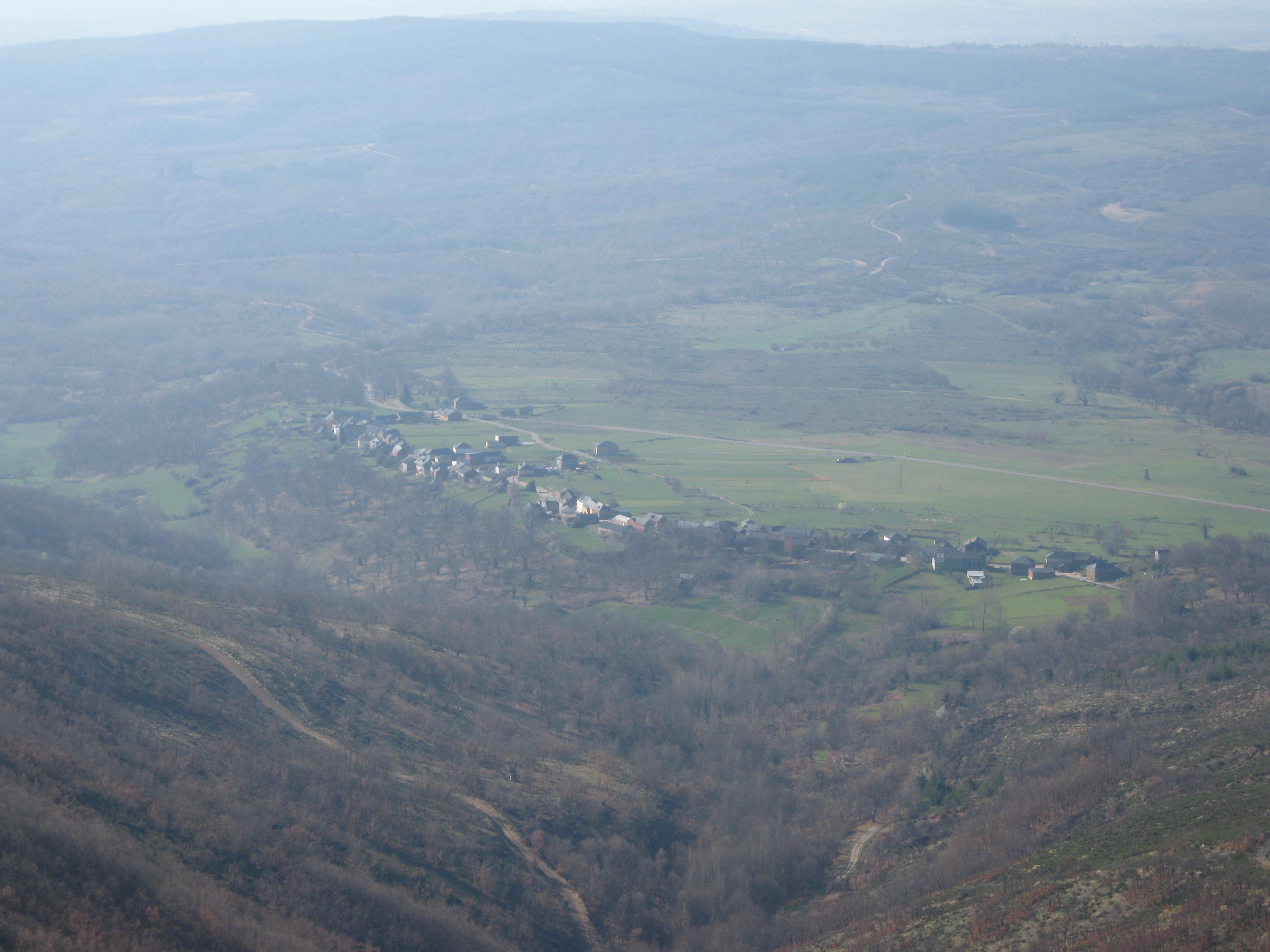
Panorámica del barrio de Villaverde (Robledo de las Traviesas)

Robledo de las Traviesas es una localidad del municipio de Noceda del Bierzo, en la provincia de León, Castilla y León, España.
Tiene una población de 97 habitantes, de los cuales 49 son hombres y 48 mujeres (INE 2015).
El pueblo está dividido en cuatro barrios: Berciego, el más cercano a la localidad de Villar de las Traviesas, perteneciente al municipio de Toreno, Robledo, en el cual se celebra la fiesta patronal y donde se encuentra la iglesia del pueblo y los barrios de Trasmundo y Villaverde.

## Fiestas
Son celebradas en honor a El Salvador